# Puerto de Apra

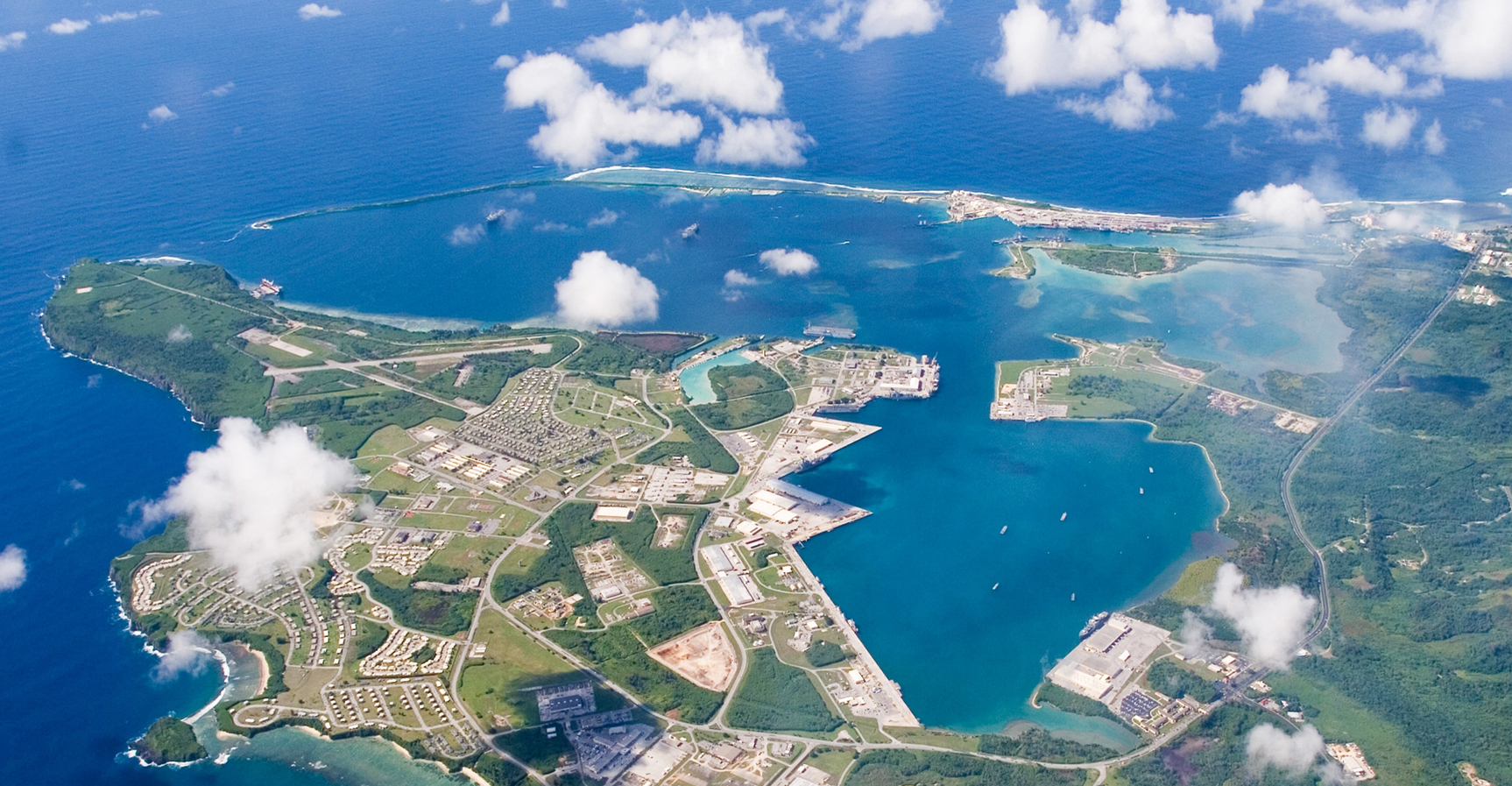
Puerto de Apra desde el sur, con la Base Naval de Guam en la Península de Orote en primer plano

El puerto de Apra  es un puerto de aguas profundas en el lado occidental del territorio estadounidense de Guam . Es considerado uno de los mejores puertos naturales del Océano Pacífico. El puerto limita con la isla Cabras y un rompeolas al norte y la península de Orote al sur. La Base Naval de Guam y el Puerto de Guam son los dos principales usuarios del puerto, que también es un área de recreación popular para navegantes, surfistas, buceadores, etc.

## Geografía

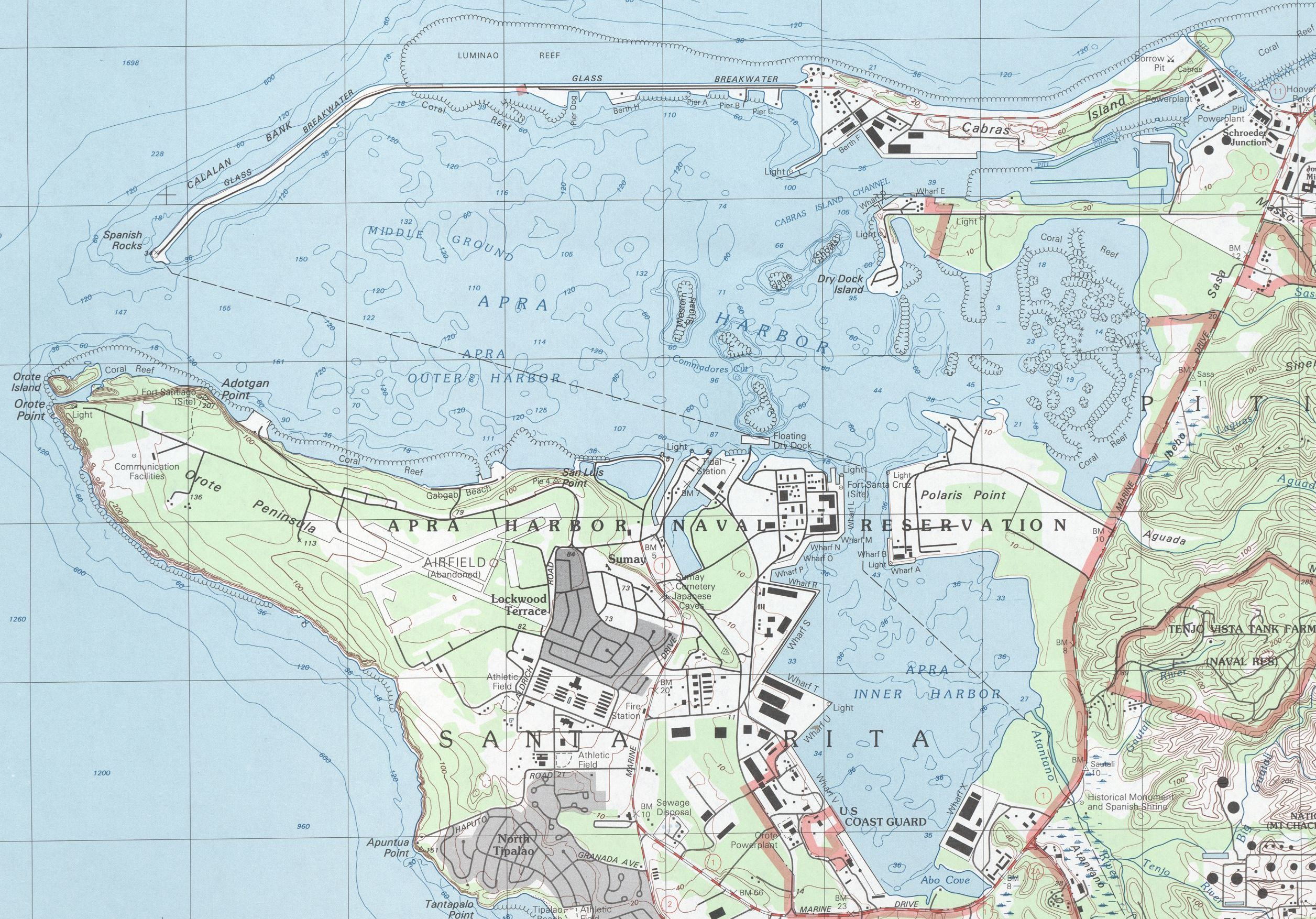
Mapa del USGS del puerto de Apra, 2000

La geografía del puerto de Apra ha sido ampliamente modificada desde su estado prehistórico por los humanos. La entrada al puerto está flanqueada por la Punta Orote al sur y las Spanish Rocks en la punta del rompeolas Glass (éste, construido sobre el Banco Calalan y el Arrecife Luminao, conecta con la Isla Cabras dónde se halla el puerto que maneja más del 90% de la carga civil importada a Guam). Las zonas del interior de los pueblos de Piti y Santa Rita forman el límite oriental del puerto. Hay dos pequeñas penínsulas artificiales que sobresalen del extremo oriental del puerto. La más septentrional se llama Isla Drydock, cuya punta es una reserva militar con muelles para abastecer de combustible a los barcos. Al sur de la isla Drydock se encuentra la Bahía Sasa, una de las cinco reservas marinas creadas por el Gobierno de Guam . El límite sur de la Bahía de Sasa está formado por la punta Polaris, una parte geográficamente separada de la Base Naval de Guam que es el puerto base del Escuadrón de Submarinos 15. La punta Polaris y la península de Orote forman la entrada al puerto interior de Apra, un área militar restringida. La Península de Orote alberga la mayor parte de la Base Naval de Guam y está aproximadamente a cuatro millas hasta la punta Udall. Hay dos grandes formaciones de coral con nombre aproximadamente al oeste de la bahía de Sasa en el puerto exterior de Apra: Western Shoals y Jade Shoals.
Diez ríos desembocan en el puerto de Apra: el río Atantano, el río Sasa, el río Aguada, el río Big Guatali, el río Aplacho, el río Maggo, el río Guatali, el río Laghas, el río Tenjo y el río Paulana.

### Punto censal
Apra Harbor es un punto censal de la Oficina del Censo de EE. UU., comprendiendo la Base Naval de Guam y viviendas que se extienden hasta las colinas de la aldea de Santa Rita . En 2010, la población era de 2.471 habitantes.

## Historia

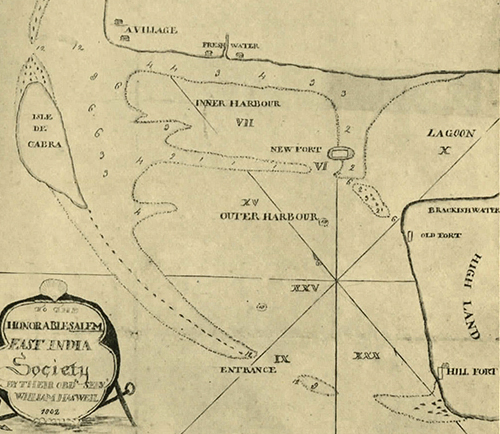
Mapa de 1802. Está señalizado el pueblo de Piti y las tres baterías españolas. El área marcada como "Laguna" corresponde al actual Puerto Interior del Apra. El fondeadero marcado como "Inner Harbour" ahora está dividido en dos por la península artificial Drydock Island.

Apra proviene de la palabra chamorro "apapa", que significa "bajo". Apapa es el nombre original de la Isla Cabras. El puerto ofrecía ricas zonas de pesca y albergaba muchas aldeas chamorras.
Durante el dominio español, se añadió el nombre de San Luis IX y el puerto pasó a denominarse puerto de San Luis de Apra . Sin embargo, no fue un fondeadero relevante durante las Guerras Hispano-Chamorro de finales del siglo XVII y del período español temprano, principalmente debido a los numerosos arrecifes y cabezas de coral. Los puertos preferidos de los españoles eran Umatac y Agaña, lo que provocó que el puerto de Apra fuera utilizado por extranjeros que buscaban evitar la autoridad española. El pirata inglés John Eaton ancló en el puerto de Apra en 1685 para comerciar provisiones con los chamorros.
A principios del siglo XVIII, el Consejo de Indias de España estaba cada vez más preocupado por las armadas en competencia que amenazaban el comercio de galeones de Manila y las posesiones de España en el Pacífico. Esto se vio agravado por un ataque en 1721 por parte del corsario inglés John Clipperton a un barco de suministros de Cavite anclado en Merizo. En 1734, el gobernador Francisco de Cárdenas Pacheco abrió nuevos fondeaderos en el puerto de Apra y construyó tres baterías de cañones para protegerlos. El Fuerte de San Luis se construyó en 1737 cerca de Gab Gab  y el Fuerte Santiago se construyó en Punta Orote para proteger la entrada al puerto. El tercer fuerte, llamado de Santa Cruz, fue construido alrededor de 1800 sobre un arrecife cerca de la entrada al puerto.
El Coronel Luis de Ibáñez y García, exgobernador de las Islas Marianas, Carolinas y Palaos, en su Historia de la islas Marianas con su derrotero, y de las Carolinas y Palaos, desde el descubrimiento por Magallanes en el año 1521, hasta nuestros días 1886 hace la siguiente descripción del puerto:
Al doblar la punta de Orote, se encuentra á muy corta distancia la isleta del mismo nombre, y luego sigue la costa al Este-cuarta al Sud-Este, hasta la punta y fuerte de San Luis, y después al Sud-Este-cuarta al Sur, hasta el pueblo de Apra. De aquí continua para el Este un corto espacio, y luego al Norte y Norte-cuarta al Nord-Este, produciendo varias sinuosidades más ó menos profundas, hasta terminar en la punta de Tepungan, distante de cuatro á cinco millas de la de Orote, al rumbo del Norte 74º Este. Esta abertura, defendida por una isla larga y estrecha llamada de Cabras ó Apapa, y por una cadena de arrecifes, viene á producir el vasto y seguro puerto, conocido con el nombre de San Luis de Apra, cuya extensión es de tres á cinco millas de Este á Oeste, y menos de tres de Norte á Sur.
Por medio del Camino Real, el puerto se comunicaba con Agaña y Umatac, principales poblaciones de la isla durante el gobierno español.
El puerto de Apra se utilizó con mayor frecuencia en el siglo XIX. Piti se convirtió en el puerto principal, utilizado para conectar con la capital, Agaña. Mientras tanto, Sumay se convirtió en un puerto popular para los balleneros, en particular durante el apogeo de la caza de ballenas en el Pacífico a principios del siglo XIX. En la década de 1840, hasta 60 barcos balleneros hacían escala en el puerto de Apra cada año, convirtiendo a Sumay en el centro comercial y financiero de la isla. El declive de la caza de ballenas a finales del siglo XIX también provocó el declive económico del puerto y la falta de mantenimiento de las defensas del puerto. Ya en 1817, Otto von Kotzebue informó que el Fuerte San Luis ya no estaba en uso. Los tres cañones del Fuerte Santiago fueron declarados inutilizables en 1853 y, en 1884, el gobernador Francisco Oliva y García declaró que el Fuerte Santiago sólo era útil como puesto de observación. En el momento de la guerra hispanoamericana de 1898, ninguna de las tres fortificaciones estaba en funcionamiento.

### Período estadounidense

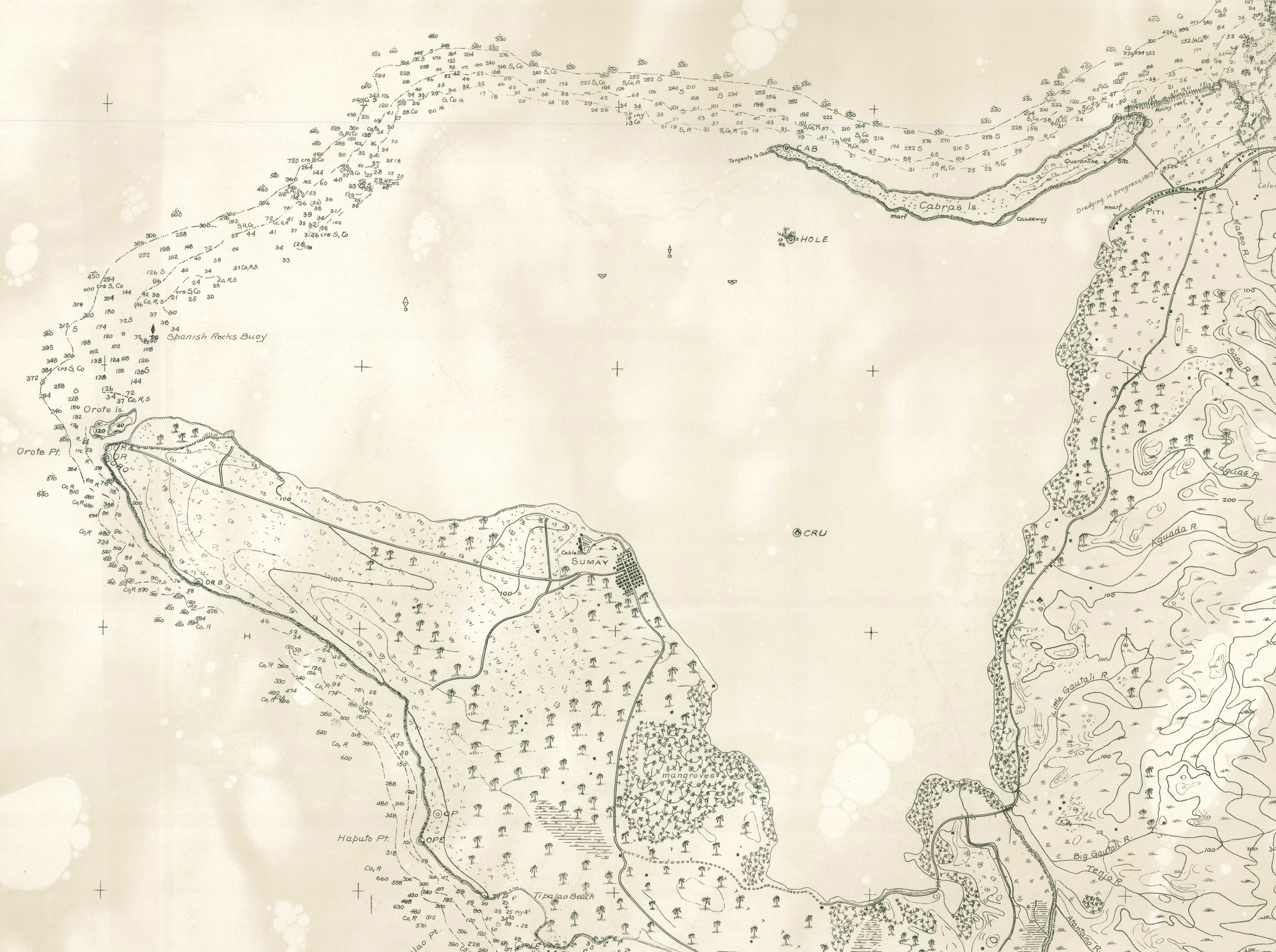
Mapa de 1912. Piti y Sumay se encuentran directamente en el puerto, con una estación de cuarentena en la isla Cabras. El rompeolas Glass, la isla Drydock y la punta Polaris aún no se han construido.

En el marco de la guerra hispano-estadounidense de 1898, el capitán estadounidense Henry Glass había recibido información de que buques de guerra españoles estaban anclados en Guam y que el puerto mismo tenía defensas formidables. Sin embargo, cuando Glass llegó al puerto de Apra el 20 de junio de 1898  no encontró resistencia. En 1901 se estableció un cuartel de la marina en Sumay, y un pequeño astillero de la marina en Piti. : 344 El puerto de Apra se utilizaba como estación de abastecimiento de carbón, abasteciendo de combustible a los barcos que transitaban por el Pacífico. El nuevo gobierno naval estadounidense también impulsó el desarrollo del puerto, en el que para entonces se necesitaban lanchas para navegar por los arrecifes de coral hasta desembarcar en Piti y Sumay. En 1903, la Commercial Pacific Cable Company tendió un cable de comunicaciones submarino para telégrafos a través de una estación en Sumay, uniendo a los Estados Unidos con Asia y con Guam por primera vez.
El 7 de abril de 1917, el hundimiento por parte de su tripulación del SMS Cormoran, un asaltante mercante alemán que había estado detenido en el puerto de Apra durante dos años, fue la primera acción militar de los Estados Unidos en la Primera Guerra Mundial.
En 1922, se utilizaron materiales dragados del puerto para rellenar la costa de Sumay y se construyó un malecón, uno de los primeros cambios humanos a gran escala en la costa. El 17 de marzo de 1921, las sospechas de Estados Unidos sobre las intenciones japonesas respecto de su Mandato de los Mares del Sur lo llevaron a crear una base de hidroaviones para el Escuadrón de la Marina de los Estados Unidos en Sumay. El primer campo de golf de Guam, el Sumay Golf Links, se estableció en el pueblo en 1923. Estados Unidos finalmente decidió cerrar la base de hidroaviones de Sumay el 23 de febrero de 1931. En 1935, Pan American Airways estableció los derechos para utilizar las antiguas instalaciones de Marine Aviation e hizo de Sumay una base para su China Clipper . el primer servicio aéreo de carga transpacífico, que volaba de San Francisco a Manila, llegó a Sumay el 27 de noviembre de 1935 y el primer vuelo de servicio de pasajeros el 21 de octubre de 1936 

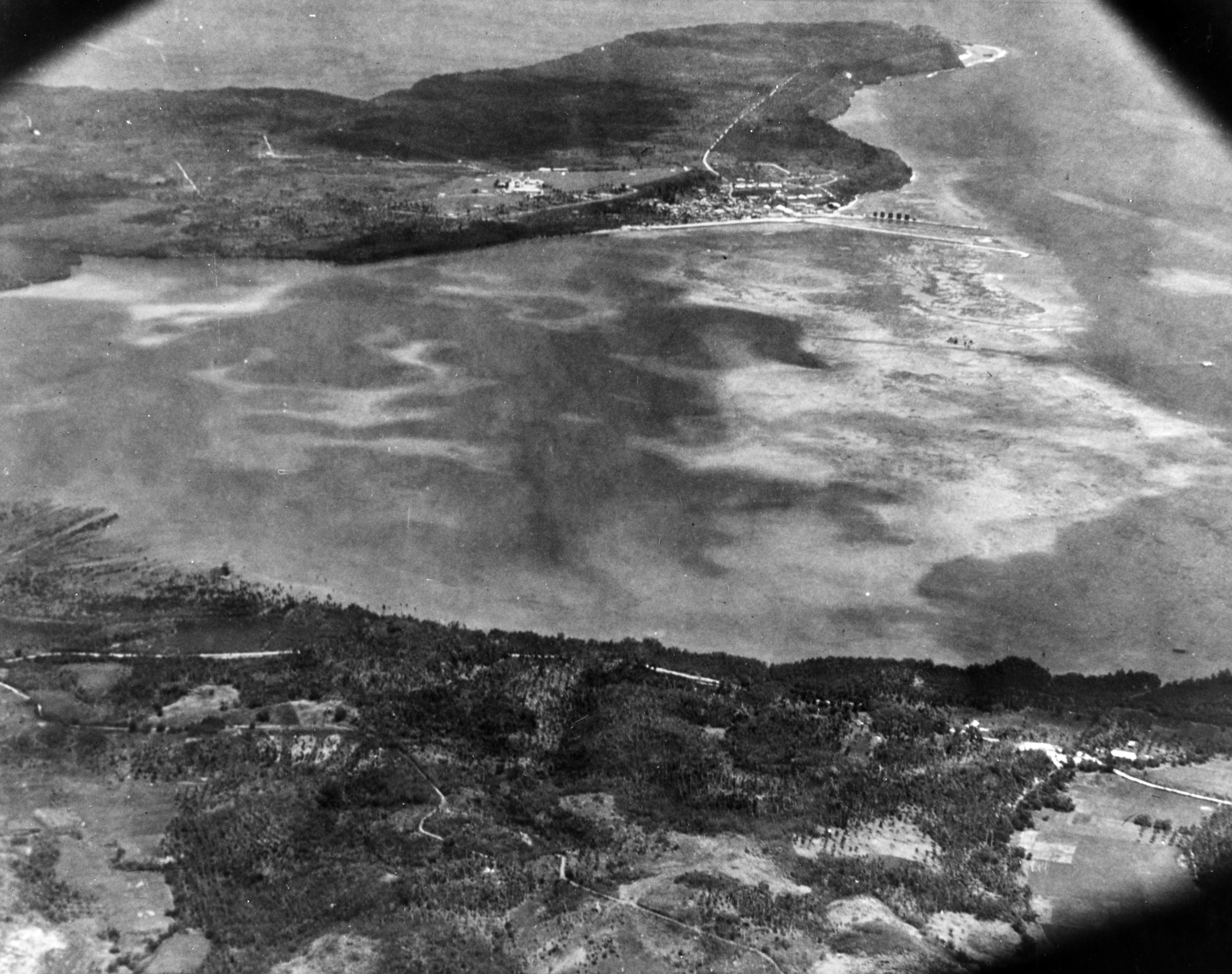
Puerto Sur de Apra en 1941, que muestra los muelles de combustible de Pan American Airways en Sumay, así como la laguna que se construiría en el Puerto Interior de Apra después de la Segunda Guerra Mundial.

En la década de 1930, el Imperio del Japón comerciaba con Guam específicamente con miras a aumentar su conocimiento de la isla. Con las tensiones en aumento después de la invasión japonesa de Manchuria en 1931, que inició la segunda guerra sino-japonesa, el 7 de junio de 1938 se nombró al contraalmirante Arthur Japy Hepburn para presidir una junta que proporcionara recomendaciones sobre la respuesta estadounidense. El Informe de la Junta Hepburn resultante recomendó una construcción masiva de las instalaciones de la Marina de los EE. UU. El Informe recomendaba fortificar Guam como base aérea y submarina, con muchas mejoras en el puerto de Apra, pero la Marina no aprobó y finalmente designó 5 millones de dólares para mejoras en el puerto de Apra. Un fuerte tifón azotó Guam el 3 de noviembre de 1940 y causó daños generalizados. En el puerto de Apra, la tormenta dañó el Navy Yard en Piti y el cuartel de la Marina y las instalaciones de Pan American Airways en Sumay. El YM-13 de la Armada estadounidense, que había estado dragando un canal cerca de Sumay, fue arrastrado a tierra y una lancha patrullera se hundió.
Entre las mejoras del Informe de la Junta de Hepburn que se financiaron se encontraba la construcción de un rompeolas en el arrecife Luminao, que comenzó en agosto de 1941. Los bloques de piedra caliza extraídos de la isla Cabras fueron arrastrados a lo largo del arrecife hasta una torre de perforación improvisada. En el momento de la invasión japonesa, se había construido una milla de rompeolas, 36 pies de ancho y cinco pies sobre el nivel del mar. : 344  : 344 Un informe de la Marina de 1946 señala que "prácticamente todas las recomendaciones de la junta [de Hepburn], excepto las relacionadas con Guam, se llevaron a cabo y contribuyeron materialmente a nuestra posición cuando la guerra realmente se desarrolló". Durante la invasión japonesa de 1941, Guam quedó prácticamente indefensa.

### Segunda Guerra Mundial

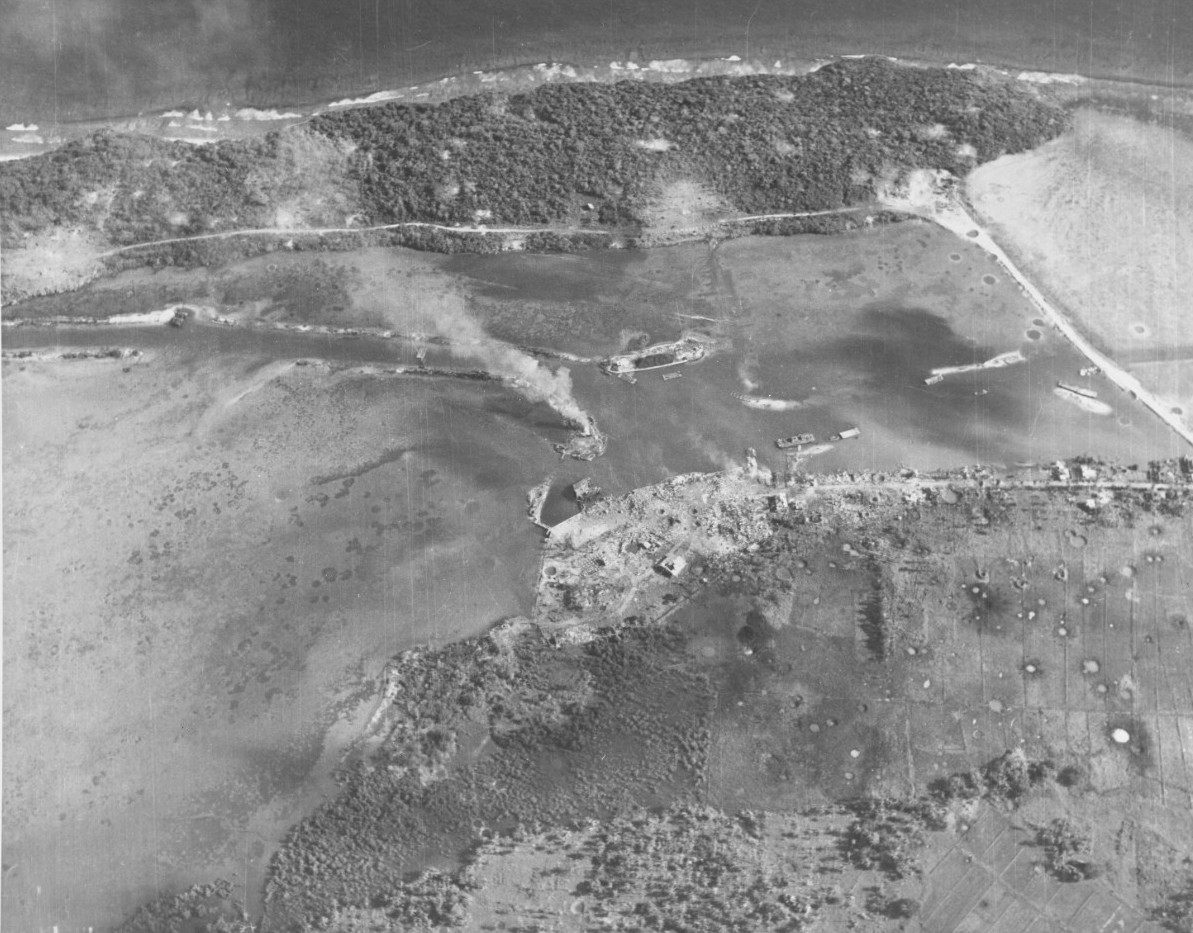
El antiguo astillero naval de Piti y la calzada a la isla de Cabras fueron bombardeados el 20 de julio de 1944, dos días antes del desembarco estadounidense.

Durante la ocupación japonesa de Guam, los residentes de Sumay fueron desalojados y la ciudad convertida en una guarnición japonesa. El puerto en sí fue utilizado ampliamente por los buques japoneses, incluso para la reparación y el reabastecimiento de combustible de sus submarinos y buques de guerra.[cita requerida] La península de Orote fue el centro de la resistencia japonesa durante la liberación estadounidense de Guam en 1944 y el área alrededor del puerto fue testigo de intensos combates. Tanto Piti como Sumay fueron arrasados por el bombardeo previo a la invasión y muy pocas mejoras del puerto sobrevivieron. : 348  : 348 
La limpieza, el salvamento y la construcción del puerto comenzaron antes de que la isla estuviera completamente asegurada por elementos de avanzada del 301.º Batallón de Construcción Naval, encargado del salvamento, la limpieza y el desarrollo de puertos incluso mientras los combates continuaban en tierra, llegando a William Ward Burrows en los primeros días de agosto. El desarrollo a gran escala comenzó con la llegada del cuartel general y cuartel NCB 301 City of Dalhart el 11 de agosto de 1944.
La construcción de instalaciones portuarias fue la máxima prioridad y los el batallón 301 comenzó a instalar muelles de pontones . La construcción del primer muelle, en un antiguo sitio de abastecimiento de combustible de la Marina en la isla Cabras, requirió voladuras para llegar a 35 pies (10,7 m) profundidad. Este primer muelle fue construido entre el 5 y el 22 de agosto de 1944. El 1 de octubre, seis muelles estaban operativos y un séptimo estaba en construcción, cuando un tifón destruyó o dañó gravemente todos los muelles de pontones. : 349  : 349 Al mismo tiempo que se construían los muelles, se llevaban a cabo otros dos proyectos de gran envergadura. El rompeolas Glass, que lleva el nombre del capitán que capturó Guam en 1898, se amplió 993,6 metros hacia el banco Calalan Bank, hasta un ancho de 9,8 metros . El canal norte del puerto de Apra, desde la isla principal a través de Cabras hasta la punta del rompeolas medía 5200 metros. . : 350  : 350 
La construcción del puerto interior de Apra requirió 212.373 metros cúbicos de dragado y 7900 metros de muro costanero. En el puerto interior se construyó una pequeña dársena para barcos y una base de submarinos con un muelle . Se repararon y mejoraron las instalaciones de reparación de embarcaciones pequeñas en Piti. : 350  Navy News señaló que en 1944 se habían utilizado más de 7.000 toneladas de explosivos para despejar los pasos de barcos en Guam.[cita requerida] (22 kilogramos de estos explosivos es suficiente para destruir un volumen de coral de 30,5 metros por 0,9 metros de profundidad). En julio de 1945, dos meses antes del final de la guerra del Pacífico, había 14 atracaderos en las paredes de los muelles, nueve muelles de pontones, dos muelles de madera para abastecimiento de combustible, diez atracaderos para barcos de desembarco, tanques (LST) y un muelle para submarinos. : 350 

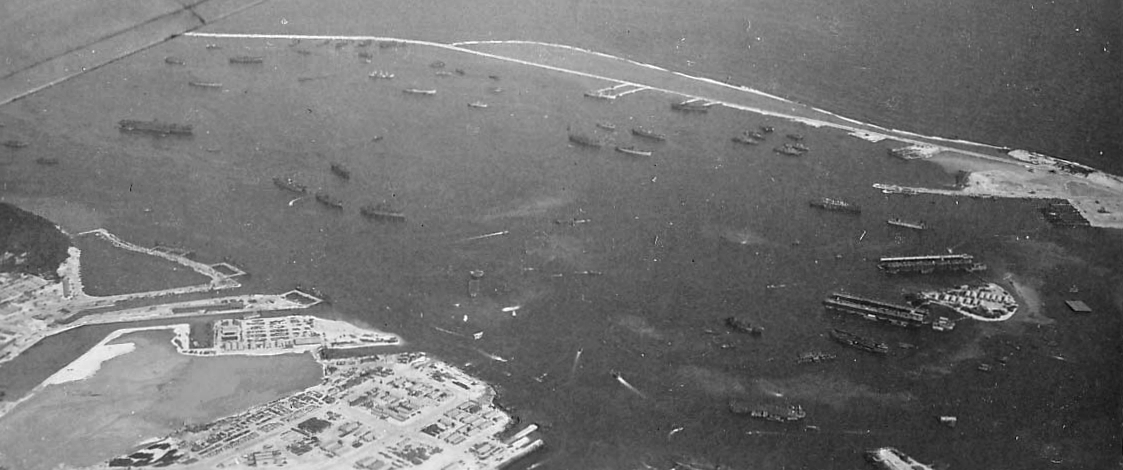
El puerto en 1945

A los residentes de Sumay no se les permitió regresar y reconstruir sus hogares, y el ejército estadounidense los reubicó en un campo de refugiados en las cercanas colinas del interior en 1946. Sin que ellos lo supieran, el almirante Chester Nimitz había solicitado que el 55% de Guam se reservara para uso militar, incluido todo Sumay. En 1946, el Congreso de los Estados Unidos aprobó la Ley 594, de Adquisición de Tierras de Guam, que permitía a la Marina de los Estados Unidos adquirir todas y cada una de las tierras que considerara necesarias en la isla. En 1948, los militares presentaron el Caso Civil No. 5-49 en el Tribunal Superior de Guam, declarando la toma de Sumay, así como de partes de Piti y Agat, por un total de 2.471 acres, con poca o ninguna compensación. Los refugiados de Sumay crearon el pueblo de Santa Rita, municipio en el que hoy se encuentra la Península de Orote. El centro de población de Piti fue trasladado lejos de su antigua costa a lo largo del puerto de Apra.
La Administración Naval territorial administró el puerto comercial hasta 1951, cuando los 24 acres de puerto comercial en Piti fueron transferidos al Departamento de Comercio de los Estados Unidos . En 1962, el Departamento del Interior transfirió el puerto comercial al Gobierno de Guam . Finalmente, el gobierno federal transfirió más de 1.000 acres al gobierno de Guam para uso portuario. El puerto desarrolló la capacidad de manejar carga en contenedores en 1969. En 1969, se fundó un club náutico y comenzó a utilizar el puerto para pequeñas embarcaciones recreativas. Durante las décadas de 1960 y 1970, la importancia estratégica del puerto se destacó por su utilidad durante la guerra de Vietnam.

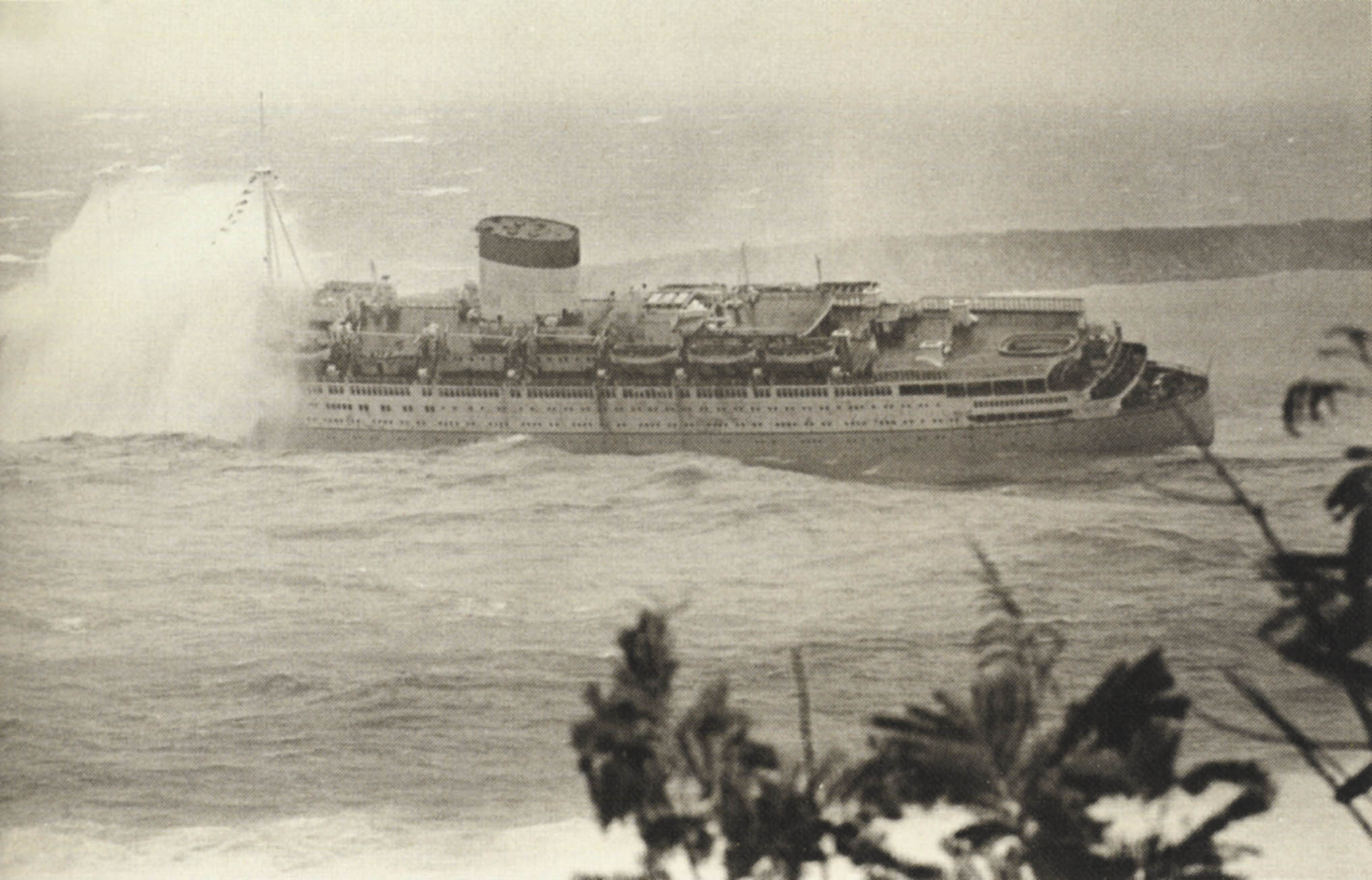
RMS Caribia estrellándose contra el rompeolas de cristal, 1974

El 12 de agosto de 1974, el remolcador que remolcaba al RMS Caribia, un barco de pasajeros fuera de servicio, hacia Taiwán navegó hacia la tormenta tropical que más tarde se convirtió en el tifón Mary e intentó ponerse a salvo en el puerto de Apra. En peligro de ser arrastrado hacia el arrecife, el capitán del remolcador cortó la línea de remolque sólo 731 metros de las Rocas Españolas. A la deriva, Caribia se estrelló contra la punta del rompeolas Glass +y su popa bloqueó un tercio de la entrada al puerto. Se partió en tres pedazos y el mal tiempo impidió que la Armada y la Guardia Costera determinaran si su pieza de popa todavía bloqueaba la entrada, cerrando el puerto. Finalmente se utilizó un sonar de barrido lateral para determinar si se podía utilizar la entrada del puerto. El Cuerpo de Ingenieros del Ejército llevó a cabo el salvamento de barcos más grande de su historia, que se complicó por el descubrimiento de un naufragio de una LCU de la época de la guerra de Corea junto al Caribia con 50 toneladas de municiones sin detonar, lo que provocó el proyecto más grande jamás realizado por la División de Artillería Explosiva. en Guam.
En 1997, Guam designó la Bahía de Sasa, que se encuentra al este del puerto, como reserva marina para proteger las poblaciones de peces en disminución.
Mayor presencia militar
En 2006, la "Hoja de ruta para la implementación del Acuerdo de Realineación" entre Estados Unidos y Japón acordó que más de 8.600 marines estadounidenses actualmente basados en Okinawa, Japón, se trasladarían al territorio estadounidense de Guam y las Islas Marianas . Esta reorientación podría ser una de las mayores reubicaciones militares en tiempos de paz en la historia de Estados Unidos. Los detalles de la medida militar están evolucionando y mucho está en suspenso debido al secuestro presupuestario. La Marina de los EE. UU. ha sugerido la necesidad de ampliar el puerto de Apra, que es el puerto de aguas profundas más grande del Pacífico occidental y el más activo de Micronesia para permitir la base de barcos adicionales en Guam como parte del traslado de la Marina al Pacífico.

## Actividades

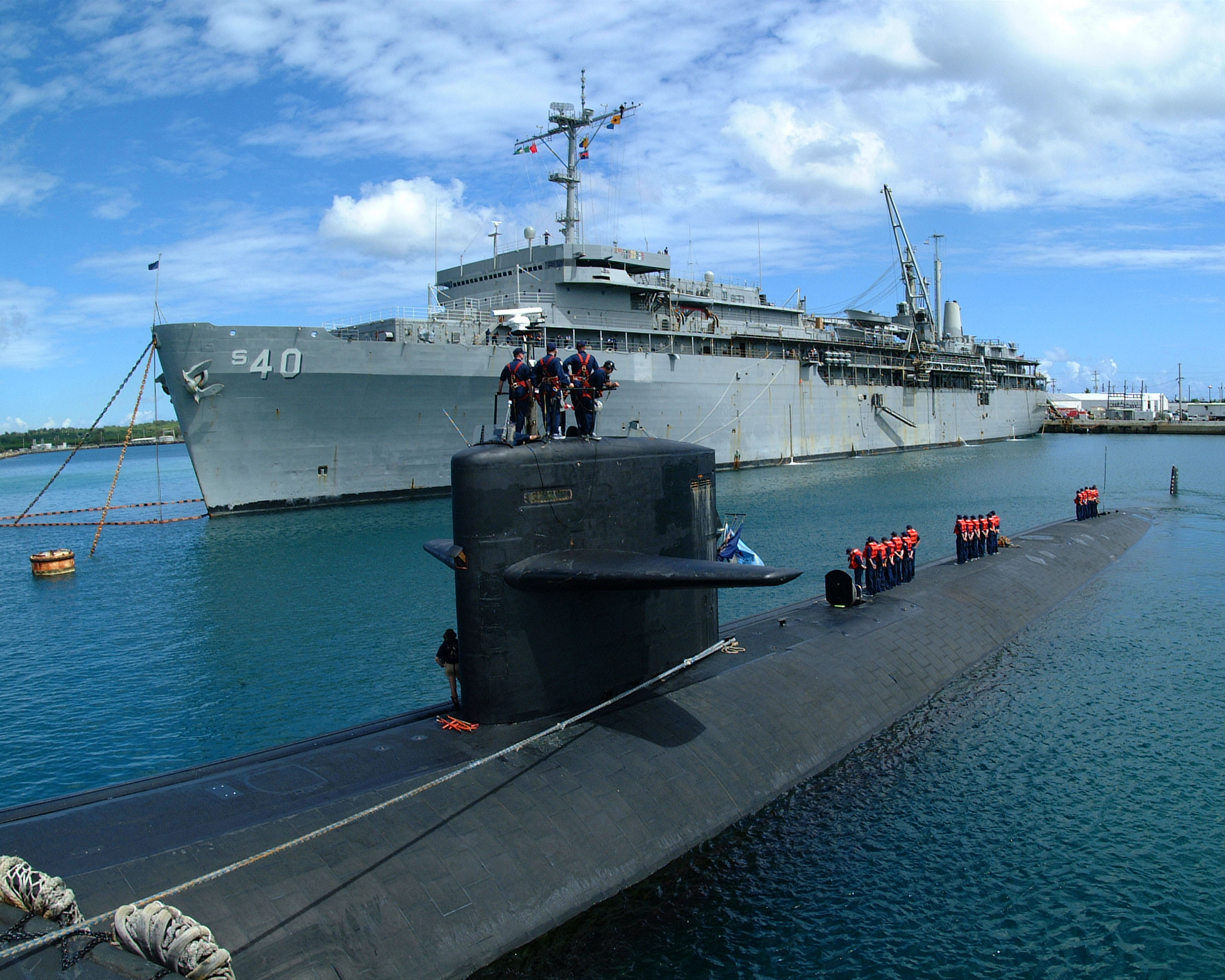
Submarino de ataque USS Salt Lake City y en el puerto interior de Apra, 2002

El puerto de Apra tiene actualmente muchos usuarios, siendo los dos principales la Base Naval de Guam y el Puerto de Guam . Desde 2009, las instalaciones de la Base Naval de Guam cuentan con el apoyo de Sequoia. Kilo Wharf, ubicado en la península de Orote cerca de la desembocadura del puerto, es el único puerto de municiones de aguas profundas de EE. UU. en el Pacífico occidental y también permite el atraque de emergencia mediante portaaviones visitantes, como durante la crisis de COVID-2020. en que hubo19 brotes a bordo USS Theodore Roosevelt.
El Puerto de Guam maneja más del noventa por ciento de las importaciones totales a Guam. En el año fiscal 2008, se manejaron más de 2 millones de toneladas de ingresos de carga en 99.908 contenedores, incluso para el transbordo a las islas cercanas del Pacífico Occidental. Cinco cruceros visitan Guam anualmente, lo que requiere una reconfiguración de las operaciones portuarias.
Los puertos deportivos están ubicados en el área conocida como Inner Cabras en Piti, entre las islas Cabras y Drydock, al sur de las plantas de la Autoridad de Electricidad de Guam . Aquaworld Marina y Harbour of Refuge son propiedad del puerto, que los opera, alquilándose los amarres. El área, conocida colectivamente como Cabras Marina, es atracadero de pequeñas embarcaciones personales, botes de buceo, botes turísticos y un submarino Atlantis, que visita un arrecife de coral frente a Gab Gab en la Península de Orote.[cita requerida] El Marianas Yacht Club, ubicado en la costa sur de la isla Drydock en la Bahía de Sasa, proporciona boyas de amarre para yatestranspacíficos 
Además de los amarres en tierra, en el puerto se encuentra un total de 21 boyas de amarre. Sin embargo, ninguno es adecuado para el amarre de embarcaciones grandes durante un tifón, lo que requiere que las embarcaciones se hagan a la mar por seguridad en condiciones climáticas extremas. Una de las boyas está reservada para un buque de transporte marítimo estratégico del Comando de Transporte Marítimo Militar.

### Recreación

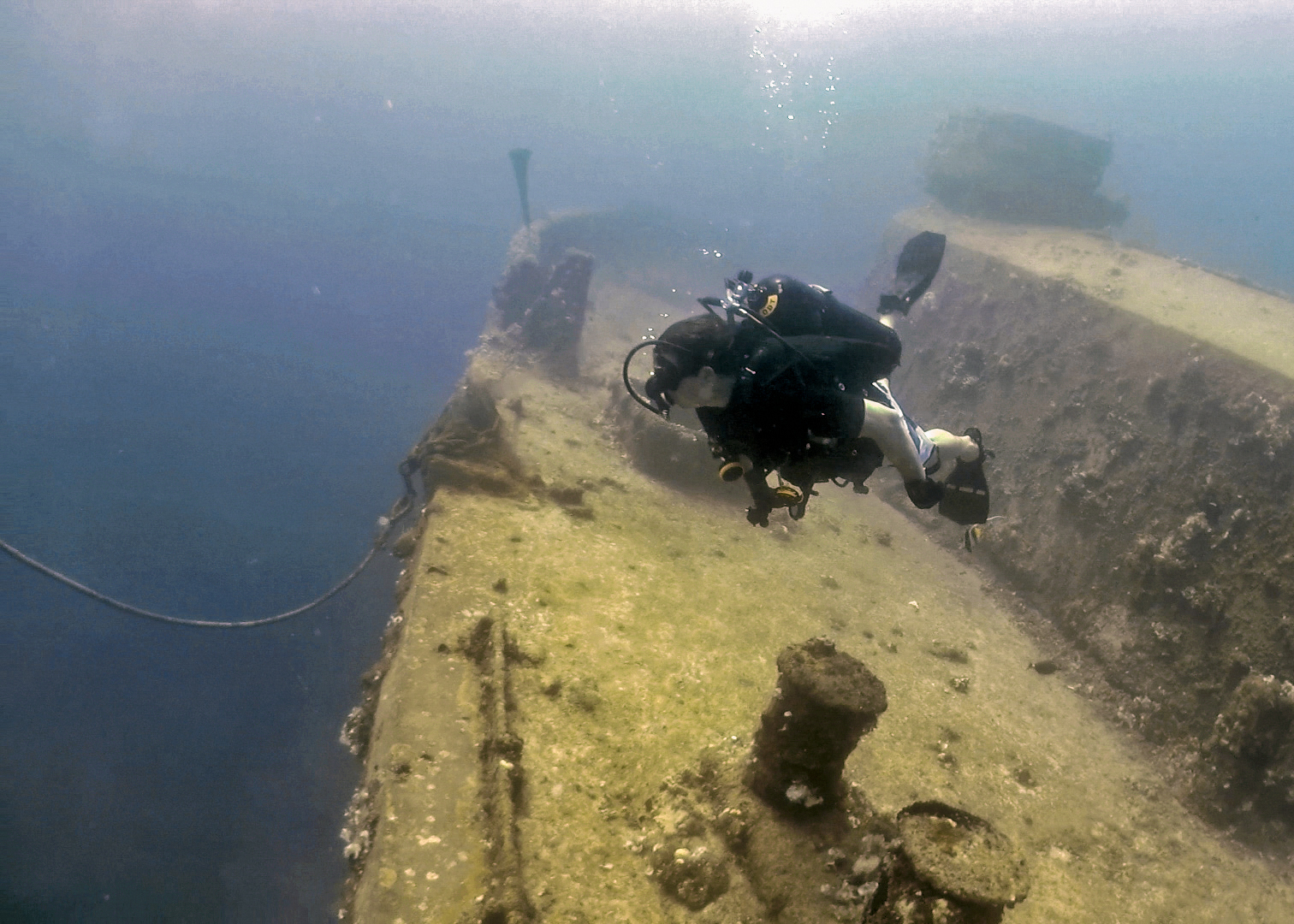
Buzo en un naufragio en el puerto de Apra, 2017

Entre las playas portuarias de propiedad naval se encuentran Gab Gab y San Luis, en la Península de Orote, y la isla Fantasy Island en la punta Polaris. Las playas de Cabras incluyen la Family Beach y Outhouse Beach. La playa de la autoridad del puerto está ubicada en la costa norte de Drydock Island.
El puerto de Apra alberga una sólida comunidad de arrecifes de coral y muchos naufragios. Hay muchos sitios de buceo con nombre dentro o inmediatamente fuera del puerto, entre ellos: arrecife Harley; SMS Cormoran y Tokai Maru. Los buceadores pueden acercarse a los pecios de naufragios de las dos guerras mundiales, entre ellos Jade Shoals; Big Blue Reef; Middle Shoals; Western Shoals; Gab Gab; Finger Reef; American Tanker; Blue and White; Luminau; Blue Holey Kizugawa Maru
La costa exterior del Rompeolas Glass es uno de los lugares más populares para practicar surf en Guam, junto con la Bahía de Talofofo y la Bahía de Inaraján.

### Reserva Marina de la Bahía de Sasa

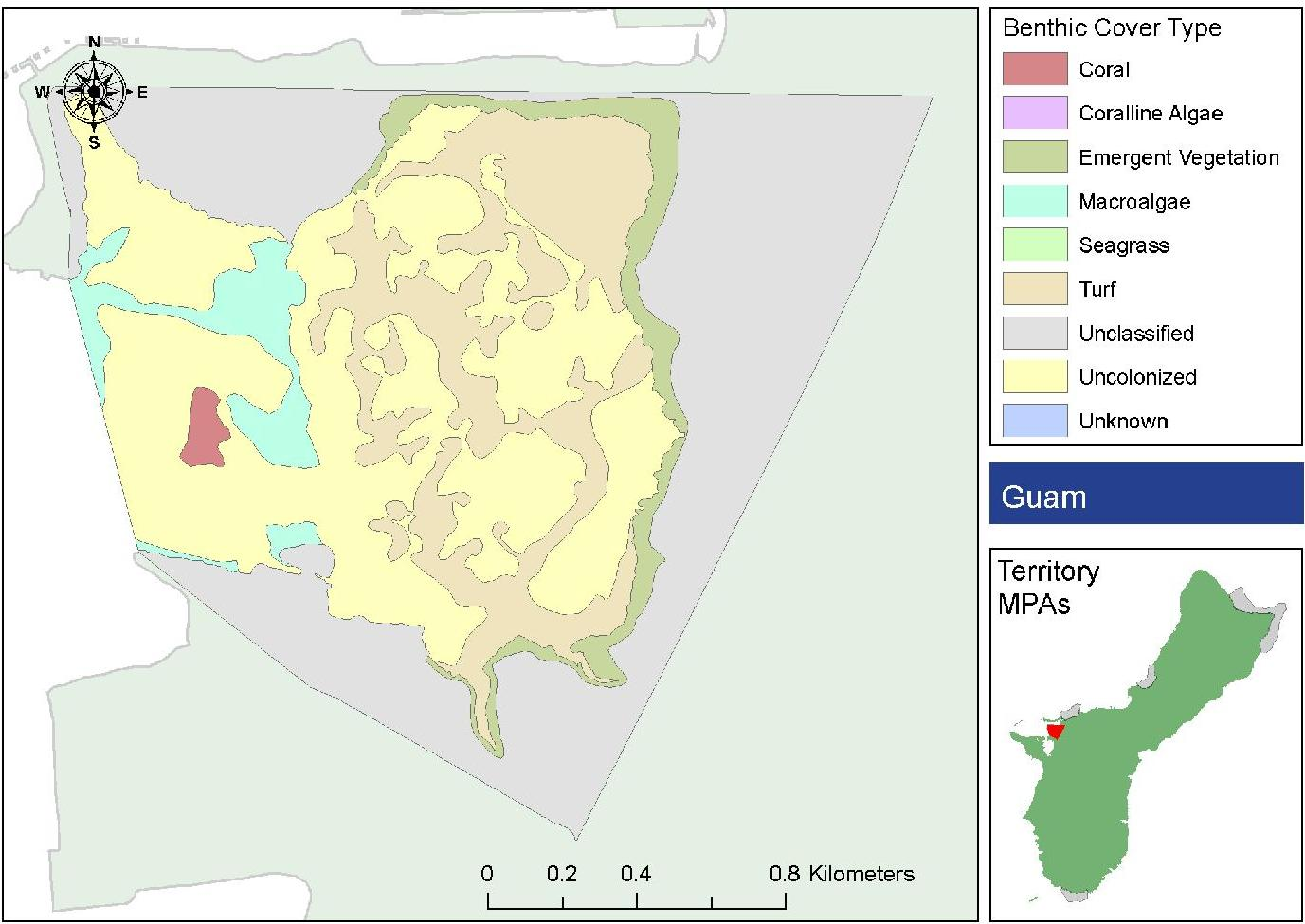
Mapa de cobertura bentónica de la Reserva Marina de la Bahía de Sasa, 2009

La Reserva Marina de la Bahía de Sasa, que comprende aguas y tierras entre la isla Drydock y la punta Polaris , es un área recreativa y ecológica protegida con pesca regulada. Con una superficie de 3,11 kilómetros cuadrados, es una de las cinco reservas marinas creadas por el Gobierno de Guam en 1997. La Reserva contiene un manglar, es un área de alimentación para la tortuga carey y es el hábitat de varias especies de ostras y almejas . También incluye cuatro o cinco parches de arrecifes en sus aguas más profundas.

## Gestión y propiedad
Las operaciones en el puerto exterior de Apra están bajo la jurisdicción de la Autoridad Portuaria de Guam y la Guardia Costera de los Estados Unidos . Los buques que entren, salgan o cambien de atraque en el puerto de Apra deben avisar con 24 horas de antelación a la Autoridad Portuaria de Guam, al capitán del puerto de control del puerto y al capitán del puerto de la Guardia Costera de EE. UU. El puerto interior de Apra, marcado por dos boyas, es un área restringida y las operaciones en el mismo están bajo la jurisdicción del autoridad de control portuario de la marina estadounidense.